# Пак Си Хун
Пак Си Хун (кор. 박시훈, род. 16 декабря 1965, Хаман, Кёнсан-Намдо) — южнокорейский боксёр-любитель, выигравший золотую медаль в среднем весе на Олимпиаде в Сеуле, победив в финале американца Роя Джонса благодаря очень спорному решению судей. На его счету также победы на Кубке мира (1985) и чемпионатах Азии (1985, 1987).

## Бой против Джонса и его последствия
Пак выиграл бой со счётом 3-2. Это решение вызвало бурные протесты, так как Джонс доминировал на протяжении всех трёх раундов. Во втором раунде Паку был отсчитан стоячий нокдаун. Джонс обладал подавляющим преимуществом по ударам, как показала статистика. В первом раунде он попал 20 ударов из 85, Пак — 3 удара из 38. Второй раунд — Джонс 39/98, Пак 15/71. Третий раунд — Джонс 36/120, Пак 14/79. Однако судьи посчитали иначе. Представители СССР и Венгрии отдали победу Джонсу со счётом 60-56. Судьи из Уругвая и Марокко отдали победу Паку со счётом 59-58, посчитав, что тот выиграл 2-й и 3-й раунды. Последний судья, из Уганды, засчитал ничью, однако, когда для разрешения ничейного результата ему пришлось выбирать победителя, он отдал предпочтение Паку, имевшему, по его мнению, преимущество в бою. Пак Си Хун после своей победы через переводчика сказал Джонсу, что он извиняется за произошедшее, он знает, что проиграл бой и что победу ему подарили судьи.
В связи с разгоревшимся скандалом Международный олимпийский комитет (МОК), пытаясь исправить положение, вручил Джонсу Кубок Вэла Баркера, который вручается только лучшим боксёрам, но это являлось для того слабым утешением. В марте 1989 года Международная ассоциация любительского бокса отклонила жалобу Федерации бокса США по данному бою, на основании того, что та не была подана в течение 30 минут после окончания боя, как положено правилами. Однако, по словам президента Ассоциации Анвара Чоудри, даже если бы она была подана по правилам, она всё равно была бы отклонена за недостаточностью доказательств дачи взятки. Ещё несколько лет спустя, в 1996 году представители Федерации бокса США подали ещё одну жалобу в МОК о признании факта взятки судьям, отдавшим победу Пак Сихуну, на основании признания рефери, судившего тот бой, а также данных опубликованной книги «Новый Властелин Колец: Коррупция на Олимпийских Играх или Как Купить Себе Медаль» (автор — британский журналист Эндрю Дженнингс), где упоминались взятки, данные на тех Играх, согласно рассекреченным документам секретных служб ГДР. Рефери Альдо Леони из Италии пересказывал слова аргентинского судьи Осбальдо Бисбаля, с которым он на Играх делил комнату в гостинице, про то, как его и двух других судей привели в офис Корейской федерации бокса и дали им конверты с деньгами. А когда Бисбаль отказался их взять, он был отстранён от судейства предстоявшего боя. В начале августа 1996 г. жалоба была принята к рассмотрению МОК. В мае 1997 года исполнительный комитет МОК рассмотрел жалобу, но оставил решение, вынесенное судьями в том бою, без изменения.
Данный бой повлиял на введение новой системы подсчёта очков в любительском боксе.

## Результаты на Олимпиаде
- 1-й тур пропускал
- Победа — Абдулла Рамадан (Судан), остановка во 2-м раунде
- Победа — Торстен Шмитц (ГДР), 5-0
- Победа — Винченцо Нардьелло (Италия), 3-2
- Победа — Рэй Дауни (Канада), 5-0
- Победа — Рой Джонс (США), 3-2